# Яношиковський канал
Яношиковський канал (словац. Jánošíkovský kanál) — меліоративний канал; впадає у Комочський канал, протікає в округах Шаля і Нові Замки.
Довжина приблизно 7.5 км. Витік знаходиться в Дунайській рівнині.
Протікає територією сіл Селиці і Тврдошовці.